# Gare de Haugenstua
La gare de Haugenstua est une halte ferroviaire de la ligne Hovedbanen. La halte avec un million de passager par an s'inscrit dans les gares les plus fréquentées de Norvège.

## Situation ferroviaire
La halte ferroviaire se situe à 12,09 km d'Oslo.

## Histoire
La halte ferroviaire est inaugurée le 1er décembre 1937 et a toujours eu le statut de halte ferroviaire.
Le 21 août 2007 a lieu la réouverture de la halte, après de nombreux travaux pour un total de 32 millions de couronnes norvégiennes (environ 4 millions d'euros), en la présence de la Ministre des Transports Liv Signe Navarsete.

## Service des voyageurs

### Accueil
La gare compte un parc de stationnement de 24 places ainsi qu'un parc à vélos. La halte est équipée d'automates pour l'achat de titres de transport ainsi que d'aubettes sur les quais.

### Desserte
La gare est desservie par la ligne de train locale reliant Spikkestad à Lillestrøm.

### Intermodalités
Un arrêt de bus se trouve à proximité du parc de stationnement.